# Llanos de Zorita y Embalse de Sierra Brava
Llanos de Zorita y Embalse de Sierra Brava este o arie protejată (arie de protecție specială avifaunistică — SPA) din Spania întinsă pe o suprafață de 18.695,78 ha, integral pe uscat.

## Localizare
Centrul sitului Llanos de Zorita y Embalse de Sierra Brava este situat la coordonatele 39°12′16″N 5°40′47″W / 39.204444°N 5.679722°V.

## Înființare
Situl Llanos de Zorita y Embalse de Sierra Brava a fost declarat arie de protecție specială avifaunistică în iunie 2003 pentru a proteja 99 de specii de animale.

## Biodiversitate
Situată în ecoregiunea mediteraneană, aria protejată conține 9 habitate naturale: Tufărișuri termo-mediteraneene și de pre-deșert, Pante stâncoase silicioase cu vegetație casmofită, Galerii și tufărișuri riverane sudice (Nerio-Tamaricetea și Securinegion tinctoriae), Pseudostepă cu ierburi și specii anuale de Thero-Brachypodietea, Galerii de Salix alba și de Populus alba, Cursuri de apă de la nivel de câmpie la nivel montan, cu vegetație Ranunculion fluitantis și Callitricho-Batrachion, Dehesas cu Quercus spp. perene, Pajiști umede mediteraneene cu ierburi înalte de Molinio-Holoschoenion, Iazuri temporare mediteraneene.
La baza desemnării sitului se află mai multe specii protejate:
- păsări (93): fluierar de munte (Actitis hypoleucos), ciocârlie-de-câmp (Alauda arvensis), pescăruș albastru (Alcedo atthis), rață sulițar (Anas acuta), rață lingurar (Anas clypeata), rață pitică (Anas crecca), rață fluierătoare (Anas penelope), rață mare (Anas platyrhynchos), rață pestriță (Anas strepera), gâscă cenușie (Anser anser), fâsă de luncă (Anthus pratensis), lăstunul mare (Apus apus), stârc cenușiu (Ardea cinerea), rață-cu-cap-castaniu (Aythya ferina), rața moțată (Aythya fuligula), Bubulcus ibis, pasărea ogorului (Burhinus oedicnemus), ciocârlie-cu-degete-scurte (Calandrella brachydactyla), fugaci roșcat (Calidris ferruginea), Caprimulgus ruficollis, Cettia cetti,  prundaș gulerat mic (Charadrius dubius), chirighiță-cu-obraz-alb (Chlidonias hybridus), chirighiță neagră (Chlidonias niger), barză albă (Ciconia ciconia), barză neagră (Ciconia nigra), șerpar (Circaetus gallicus), erete de stuf (Circus aeruginosus), erete vânăt (Circus cyaneus), erete cenușiu (Circus pygargus), Clamator glandarius, porumbel gulerat (Columba palumbus), dumbrăveancă (Coracias garrulus), cuc (Cuculus canorus), lăstun de casă (Delichon urbica), egretă albă (Egretta alba), egretă mică (Egretta garzetta), Falco naumanni, șoim călător (Falco peregrinus), vânturel roșu (Falco tinnunculus), lișiță (Fulica atra), Galerida theklae, becațină comună (Gallinago gallinago), găinușă de baltă (Gallinula chloropus), pescăriță râzătoare (Gelochelidon nilotica), ciovlica roșcată (Glareola pratincola), cocor (Grus grus), vulturul pleșuv sur (Gyps fulvus), Hieraaetus fasciatus, acvilă pitică (Hieraaetus pennatus), piciorong (Himantopus himantopus), rândunică roșcată (Hirundo daurica), rândunică (Hirundo rustica), sfrâncioc mare (Lanius excubitor), sfrâncioc cu cap roșu (Lanius senator), pescăruș negricios (Larus fuscus), pescăruș râzător (Larus ridibundus), sitar de mâl (Limosa limosa), privighetoare (Luscinia megarhynchos), ciocârlie de bărăgan (Melanocorypha calandra), prigoare (Merops apiaster), gaia neagră (Milvus migrans), gaia roșie (Milvus milvus), codobatură galbenă (Motacilla alba), rață cu ciuf (Netta rufina), dropie (Otis tarda), vultur pescar (Pandion haliaetus), cormoran mare (Phalacrocorax carbo), codroș de munte (Phoenicurus ochruros), codroșul de pădure (Phoenicurus phoenicurus), pitulice de munte (Phylloscopus collybita), lopătar (Platalea leucorodia), țigănuș (Plegadis falcinellus), ploier auriu (Pluvialis apricaria), ploier argintiu (Pluvialis squatarola), corcodel mare (Podiceps cristatus), corcodel-cu-gât-negru (Podiceps nigricollis), Pterocles alchata, Pterocles orientalis, ciocântors (Recurvirostra avosetta), mărăcinar negru (Saxicola torquatus), chiră mică (Sterna albifrons), graur (Sturnus vulgaris), silvie mediteraneană (Sylvia melanocephala), silvie de tufiș (Sylvia undata), corcodel mic (Tachybaptus ruficollis), călifar alb (Tadorna tadorna), spârcaci (Tetrax tetrax), fluierar cu picioare verzi (Tringa nebularia), fluierarul de zăvoi (Tringa ochropus), fluierarul cu picioare roșii (Tringa totanus), pupăză (Upupa epops), nagâț (Vanellus vanellus)
- pești (5): Cobitis paludica, Luciobarbus comizo, Pseudochondrostoma willkommii, Rutilus alburnoides, Rutilus lemmingii
- reptile (1): Mauremys leprosa

Pe lângă speciile protejate, pe teritoriul sitului au mai fost identificate 1 specie de păsări, 7 specii de amfibieni, 10 specii de pești, 2 specii de reptile.